# دولت أباد (سراب)
دولت أباد هي قرية في مقاطعة سراب، إيران. عدد سكان هذه القرية هو 378 في سنة 2006.